# Karoline Roos

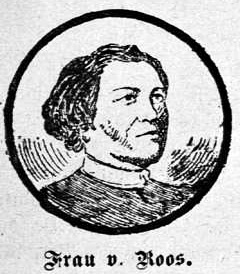
Karoline Roos geb. Alwens

Karoline Roos (* 12. Februar 1822 in Speyer; † 14. Februar 1896 in München) war die Tochter des ehem. pfälzischen Regierungspräsidenten Franz Alwens und fiel einem Raubmord zum Opfer.

## Familie und Leben

### Familienverhältnisse
Karoline wurde als Tochter des späteren Regierungspräsidenten Franz Alwens und seiner Gattin Caroline geb. Falciola aus Lauterecken geboren.
Ihr Bruder Karl von Alwens (1820–1889) wurde bayerischer Landtagsabgeordneter und als Vizepräsident der Abgeordnetenkammer 1887 in den Adelsstand erhoben.

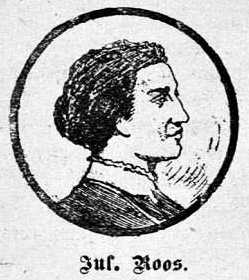
Die ebenfalls ermordete Tochter Julie Roos

Die Schwestern Julie Alwens (1823–1849) und Susanne Alwens (1828–1899) heirateten nacheinander den Appellationsgerichtsrat Goswin Hörmann von Hörbach (1810–1873), Sohn des Joseph Hörmann von Hörbach, des Regierungspräsidenten von Oberbayern. Nach dem Tod ihres Gatten (1873) widmete sich Susanne in München der religiös motivierten Armenpflege, wurde auf Anraten ihres Beichtvaters, des Speyerer Bischofs Daniel Bonifaz von Haneberg, Benediktinerin und starb 1899 als Schwester Lioba und Priorin des Klosters Frauenchiemsee. Aus dieser Familienlinie war der Arzt Otto Hörmann von Hörbach ein Neffe der Toten.

### Leben
Karoline Alwens ehelichte den aus Zweibrücken stammenden, später geadelten Ministerialrat im Bayerischen Finanzministerium, Karl August von Roos (1813–1873). Er starb an der Cholera.
Sie hatten die Söhne August Roos (1841–1920), Oberregierungsrat, und Karl Roos (1855–1880), Jesuit, sowie die unverheiratete Tochter Julie Roos (1843–1896).
Zuletzt lebten die Mutter Karoline Roos und die Tochter Julie Roos sehr zurückgezogen in München im Mehrfamilienhaus Karlstraße 33; beide waren kränklich.

## Der Raubmord

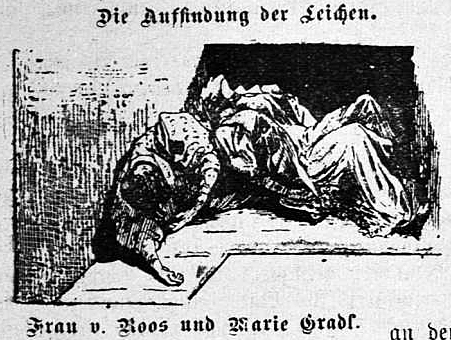
Auffindesituation in der Toilette, Karoline Roos auf der toten Köchin liegend

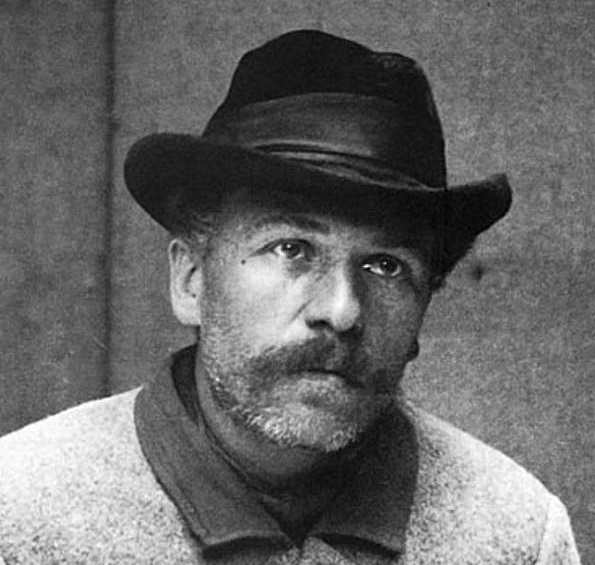
Der angebliche Mörder Johann Berchtold

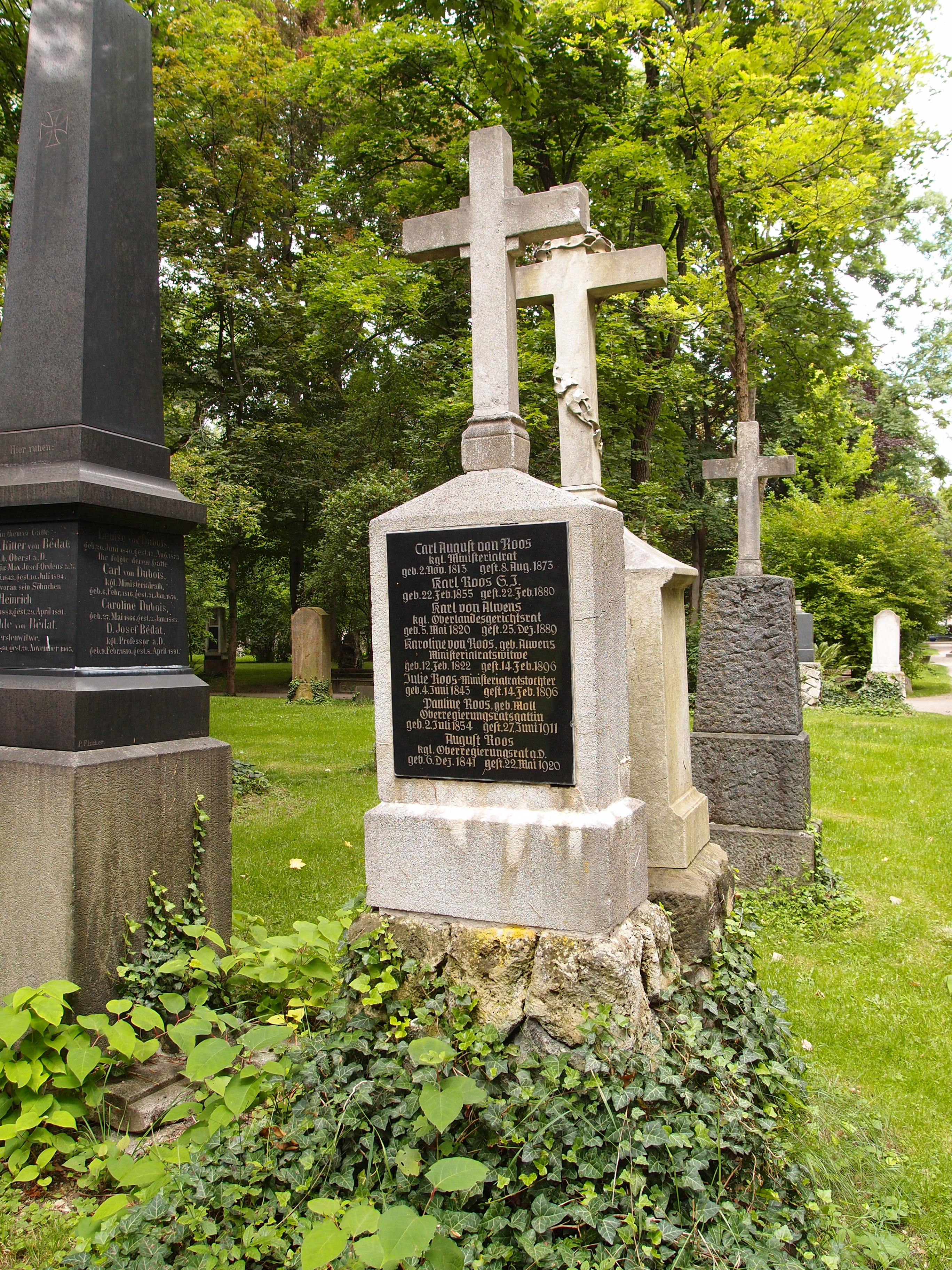
Grab auf dem Alten Nördlichen Friedhof in München

Am Morgen des 15. Februar 1896 fand der Gendarm Georg Fürst, nach Anzeige der im gleichen Haus wohnenden Köchin Pauline Pfefferl, die Leichen von Karoline und Julie Roos sowie von deren Köchin Maria Gradl, in ihrer verschlossenen Wohnung, Karlstraße Nr. 33, auf. Er hatte das Appartement von einem Schlosser öffnen lassen.
Karoline Roos und Maria Gradl lagen übereinander in der Toilette, Julie Roos auf dem Bett ihrer Mutter. Die Abschlusstür war unbeschädigt, die Leichen wiesen nur geringe äußerliche Zeichen der Gewalteinwirkung auf.
Hausbewohner hatten Verdacht geschöpft, da man die Betreffenden seit dem Vortag nicht mehr gesehen hatte, sie keinerlei Lebenszeichen von sich gaben und auf Klopfen nicht reagierten. Außerdem steckte seit dem Vortag eine Visitenkarte an der Tür und am Morgen hatte der Bäcker – wie gewöhnlich – das Brot außen an die Tür gehängt, das nicht hereingeholt worden war.
Eine Obduktion ergab, dass die drei Frauen erdrosselt bzw. erwürgt worden waren, bei Karoline Roos konnte man außerdem einen Schlag gegen die Stirn feststellen. Offenbar hatte die Köchin Maria Gradl den Täter ahnungslos in die Wohnung eingelassen und wurde von ihm im Korridor erwürgt. Durch das Geräusch aufmerksam geworden kam wohl auch Karoline Roos dorthin, erhielt einen Schlag gegen den Kopf und wurde anschließend erdrosselt. Danach stieß der Täter im Schlafzimmer auf Julie Roos, die er ebenfalls erwürgte. Die Leichen der im Korridor getöteten Frauen hatte er in die Toilette geschleift. Es fehlten 350 Mark Bargeld und mehrere Pfandbriefe der Bayerischen Hypotheken- und Wechselbank im Wert von etwa 3500 Mark.
Da die Damen Roos ein sehr zurückgezogenes Leben führten, das Haus nur selten verließen und unbekannte Personen grundsätzlich nicht eingelassen wurden, konzentrierten sich die Ermittlungen zunächst auf die Verwandten und Bekannten. Alle hier in Frage kommenden Personen konnten als Täter ausgeschlossen werden.
Hinweise aus der Bevölkerung brachten neue Ermittlungsansätze. Der Tischler Erasmus Ringler gab an, dass er den Maurer Johann Berchtold (1862–1925) aus Schwabing verdächtige. Gerüchten zufolge habe er seine Hand bereits bei zwei früheren Raubmorden im Spiel gehabt, konnte aber nicht überführt werden. Der jetzige Verdacht beruhte auf der Tatsache, dass Berchtold im vergangenen Sommer Maurerarbeiten in den Klosetts des Hauses ausgeführt hatte (auch bei Frau Roos), deshalb die Opfer mindestens flüchtig kannte und auch Ortskenntnis besaß.
Berchtold wurde am 21. Februar 1896 verhaftet. Wenngleich mehrfach vorbestraft, stritt er die Tat nachdrücklich ab. Ab 1. Oktober 1896 fand vor dem Schwurgericht beim Landgericht München I der Prozess gegen ihn statt. Als Indizienbeweise wurden verschiedene Umstände angeführt, insbesondere dass seine Familie, die bis zum Zeitpunkt des Mordes in sehr dürftigen Verhältnissen gelebt hatte, plötzlich über ansehnliche Mittel verfügte. Außerdem gab es Zeugen, die Berchtold im und vor dem Mordhaus gesehen haben wollten.
Am 14. Oktober 1896 zum Tode verurteilt und am 28. März 1897 zu lebenslangem Zuchthaus begnadigt, beteuerte Johann Berchtold stets seine Unschuld. Sein Rechtsanwalt Walter von Pannwitz versuchte vergeblich die Wiederaufnahme des Verfahrens zu erwirken, da eine neue Zeugin den Verurteilten zur Tatzeit in Schwabing gesehen haben wollte. Auch kamen immer wieder Zweifel an der Glaubwürdigkeit einiger Belastungszeugen auf. Trotzdem wurde das Verfahren nie neu aufgerollt. Johann Berchtold verbüßte seine Strafe zuerst im Gefängnis am Anger zu München und ab 1. April 1897 im Zuchthaus von Kaisheim, wo er am 18. August 1925 verstarb.
Die beiden Damen Roos wurden im Familiengrab auf dem Alten Münchner Nordfriedhof beigesetzt. Das Grab ist bis heute (2024) existent.